# ALIVE (SOUL'd OUTの曲)
ALIVE（アライヴ）は、SOUL'd OUTの10thシングルである。

## 概要
- SHIBUYA-AX Tour 2005 “To All Tha Dreamers”ファイナルのアンコールで初披露。PVはこの時のライブ映像を編集したもの。
- 楽曲自体は2年前（2003年）の9月に完成していたらしく、ずっとお蔵入りしていた。

## 収録曲
| 全作詞: Diggy-MO', Bro.Hi、全作曲・編曲: Diggy-MO', Shinnosuke。 |           |                    |                       |      |
| #                                                                | タイトル  | 作詞               | 作曲・編曲            | 時間 |
| 1.                                                               | 「ALIVE」 | Diggy-MO' , Bro.Hi | Diggy-MO', Shinnosuke | 5:22 |
| 2.                                                               | 「DD弾」  | Diggy-MO' , Bro.Hi | Diggy-MO', Shinnosuke | 4:26 |
| 合計時間:                                                        | 合計時間: | 9:48               |                       |      |

## 楽曲解説
1. ALIVE
サウンドは、パワー・ステーションやナイル・ロジャースが作ったロックをイメージして、制作されたという[1]。
2. DD弾
後半部分の歌詞が非公開である。

## 収録アルバム
- ALIVE（#1、#2　#2は別バージョン）
- Remixies&Outside（#1）
- Single Collection（#1）
- Flip Side Collection（#2）

## タイアップ
ALIVE
テレビ朝日系『アドレな!ガレッジ』2005年10～12月度エンディングテーマ
DD弾
オンラインゲーム「Freestyle」テーマソング